# Actea, la ninfa della spiaggia
Actea, la ninfa della spiaggia (Actaea, the Nymph of the Shore) è un dipinto a olio su tela del pittore inglese Frederic Leighton, realizzato ed esposto per la prima volta nel 1868. È conservato alla galleria nazionale del Canada.

## Storia
Nel 1868, Leighton venne eletto un membro dell'accademia reale, e l'accademia ebbe sei contributi dalla sua tavolozza prolifica che impressero la sua reputazione come creatore della forma ideale. Il suo stile portava l'influenza inconfondibile delle sue visite recenti in Grecia, e proiettò delle nuove versioni dei temi che lo avevano attirato nell'infanzia. Tra i soggetti mitologici esposti nel 1868 il terzo era Actea, la ninfa della spiaggia.

## Descrizione
Nella mitologia greca Actea era una delle Nereidi, le cinquanta figlie del dio marino Nereo che vivevano nel mar Egeo. La spiaggia rappresentata nel dipinto era familiare a Leighton dalla sua visita a Rodi nel 1867.
Il dipinto ritrae una piccola figura intera, nuda, appoggiata su un drappeggio bianco e che giace su una spiaggia. Il paesaggio con il mare, dove nuota un gruppo di delfini, è una visione di una delle isole dei mari greci. Secondo Edgcumbe Staley "è un'opera bella, piena di grazia ideale e raffinatezza". D'altro canto, alcuni critici ritennero che la donna sembrava "una figura di legno e articolata rigidamente, che non sembra trarre alcun godimento dal paesaggio che la circonda".